# تورگان آزار
تورگان گانائل فرانسیس آزار (فرانسوی: Thorgan Ganael Francis Hazard‎، تلفظ فرانسوی: [tɔʁɡan azaʁ]؛ زادهٔ ۲۹ مارس ۱۹۹۳) بازیکن فوتبال اهل بلژیک است که برای باشگاه اندرلخت بازی می‌کند.
او برادر کوچکتر ادن آزار است.